# 112国道
112国道（或“国道112线”、“G112线”）是在中国的一条国道，起自河北省霸州，经高碑店、涞水、易县、涞源、宣化、赤城、丰宁、滦平、兴隆、遵化、唐山、宁河、天津，最终返回霸州，全程1228千米。尽管不途径北京市行政范围，但基于京津冀一体化大纲，在国家公路网规划中依然称作北京环线公路，简称京环线。现状桩号起点及终点在天津（平安庄村路K0+000及K1166+625）。
这条国道经过河北和天津2个省份，被网友戏称为“北京八环路”，盖因其位置大致在首都地区环线高速公路（俗称“北京七环路”）之外。

## 里程表
| 城市名                     | 距起点距离 |
| 河北省廊坊市霸州市         | 0          |
| 河北省保定市高碑店市       | 59         |
| 河北省保定市涞水县         | 77         |
| 河北省保定市易县           | 96         |
| 河北省保定市涞源县         | 201        |
| 河北省张家口市宣化区       | 402        |
| 河北省张家口市赤城县       | 498        |
| 河北省承德市丰宁满族自治县 | 642        |
| 河北省承德市滦平县         |            |
| 河北省承德市兴隆县         | 884        |
| 河北省唐山市遵化市         | 955        |
| 河北省唐山市               | 1025       |
| 天津市宁河区               | 1080       |
| 天津市                     |            |
| 河北省廊坊市霸州市         | 1228       |

2019年10月起，天津段部分改线，不再行径外环线及 津同公路，与G205共线西至潘庄镇武宁公路口后改向西北，经新建武宁公路至尔王庄西南侧路口、现状 九园公路尔王庄至 103国道九园公路立交桥段、新建九园公路西延线的九园立交至腾轩道、富华路口段、腾轩道的九园公路西延线路口至大王堡村段，以及与现状 104国道大王堡村腾轩道路口至津霸公路王庆坨五岔路口段共线后向西返回既有走线。今后唐山汉沽管理区-宁河区段，以及西青区王庆坨还将进一步调线，绕开宁河主城区及王庆坨镇中心。